# Jerzy Marcinkowski (matematyk)
Jerzy Maciej Marcinkowski (ur. 1965) – matematyk zajmujący się logiką w informatyce i teorią informatyki; prof. dr hab., profesor nadzwyczajny w Instytucie Informatyki Uniwersytetu Wrocławskiego, w latach 2008–2011 roku członek Państwowej Komisji Akredytacyjnej.

## Życiorys
Marcinkowski pracuje nad problemami rozstrzygalności w informatyce; obronił w tej dziedzinie pracę doktorską (1993) i habilitacyjną (1999), oraz opublikował ponad 20 artykułów. Jest laureatem Nagrody im. Kazimierza Kuratowskiego (1995), oraz był stypendystą Isaac Newton Institute for Mathematical Sciences Uniwersytetu Cambridge (2006). W 2010 spędził dwa miesiące w Oxford University Computing Laboratory, gdzie kontynuował pracę nad teorią baz danych. Był prodziekanem ds. studiów informatycznych Wydziału Matematyki i Informatyki Uniwersytetu Wrocławskiego w latach 2002–2005. W 2010 uzyskał tytuł profesora nauk matematycznych.
W 2001 roku, Marcinkowski opublikował serię artykułów, na łamach m.in. Gazety Wyborczej, opowiadających się przeciwko kontrowersyjnej budowie Biblioteki Głównej Uniwersytetu Wrocławskiego. W 2007 roku wielokrotnie wypowiadał się na temat lustracji pracowników naukowych, którą popiera, w przeciwieństwie do większości środowiska akademickiego.